# Діер-Парк (Меріленд)
Діер-Парк (англ. Deer Park) — місто (англ. town) в США, в окрузі Ґерретт штату Меріленд. Населення — 303 особи (2020).

## Географія
Діер-Парк розташований за координатами 39°25′26″ пн. ш. 79°19′34″ зх. д. / 39.42389° пн. ш. 79.32611° зх. д. (39.423961, -79.325986).  За даними Бюро перепису населення США в 2010 році місто мало площу 2,59 км², уся площа — суходіл.

## Демографія
Згідно з переписом 2010 року, у місті мешкало 399 осіб у 156 домогосподарствах у складі 112 родин. Густота населення становила 154 особи/км².  Було 175 помешкань (68/км²).
Расовий склад населення:
| - 99,5 % — білих - 0,5 % — чорних або афроамериканців |

До двох чи більше рас належало 0,0 %. Частка іспаномовних становила 0,3 % від усіх жителів.
За віковим діапазоном населення розподілялося таким чином: 29,6 % — особи молодші 18 років, 57,6 % — особи у віці 18—64 років, 12,8 % — особи у віці 65 років та старші. Медіана віку мешканця становила 34,9 року. На 100 осіб жіночої статі у місті припадало 91,8 чоловіків;  на 100 жінок у віці від 18 років та старших — 84,9 чоловіків також старших 18 років.
Середній дохід на одне домашнє господарство  становив 48 766 доларів США (медіана — 40 694), а середній дохід на одну сім'ю — 59 445 доларів (медіана — 47 045). За межею бідності перебувало 23,2 % осіб, у тому числі 48,1 % дітей у віці до 18 років та 9,6 % осіб у віці 65 років та старших.
Цивільне працевлаштоване населення становило 226 осіб. Основні галузі зайнятості: роздрібна торгівля — 18,6 %, будівництво — 18,1 %, мистецтво, розваги та відпочинок — 12,8 %, освіта, охорона здоров'я та соціальна допомога — 11,5 %.